# Itumbiara
Itumbiara est une ville brésilienne de l'état de Goiás.

## Géographie
Elle est située à 204 km de Goiânia et à 411 km de la capitale brésilienne, Brasilia.

## Démographie
Sa population était de 92 883 habitants au recensement de 2010 et de 100 548 habitants en 2015 suivant l'estimation de l'Institut Brésilien de Géographie et Statistique.
En 2010, elle avait une population urbaine de 88 942 habitants et une population rurale de 3 941 habitants. La superficie de la commune est de 2 462,93 km2.

## Sport
La ville dispose de son propre stade, le Stade municipal Juscelino Kubitschek, qui accueille la principale équipe de football de la ville, l'Itumbiara Esporte Clube.

## Galerie photos

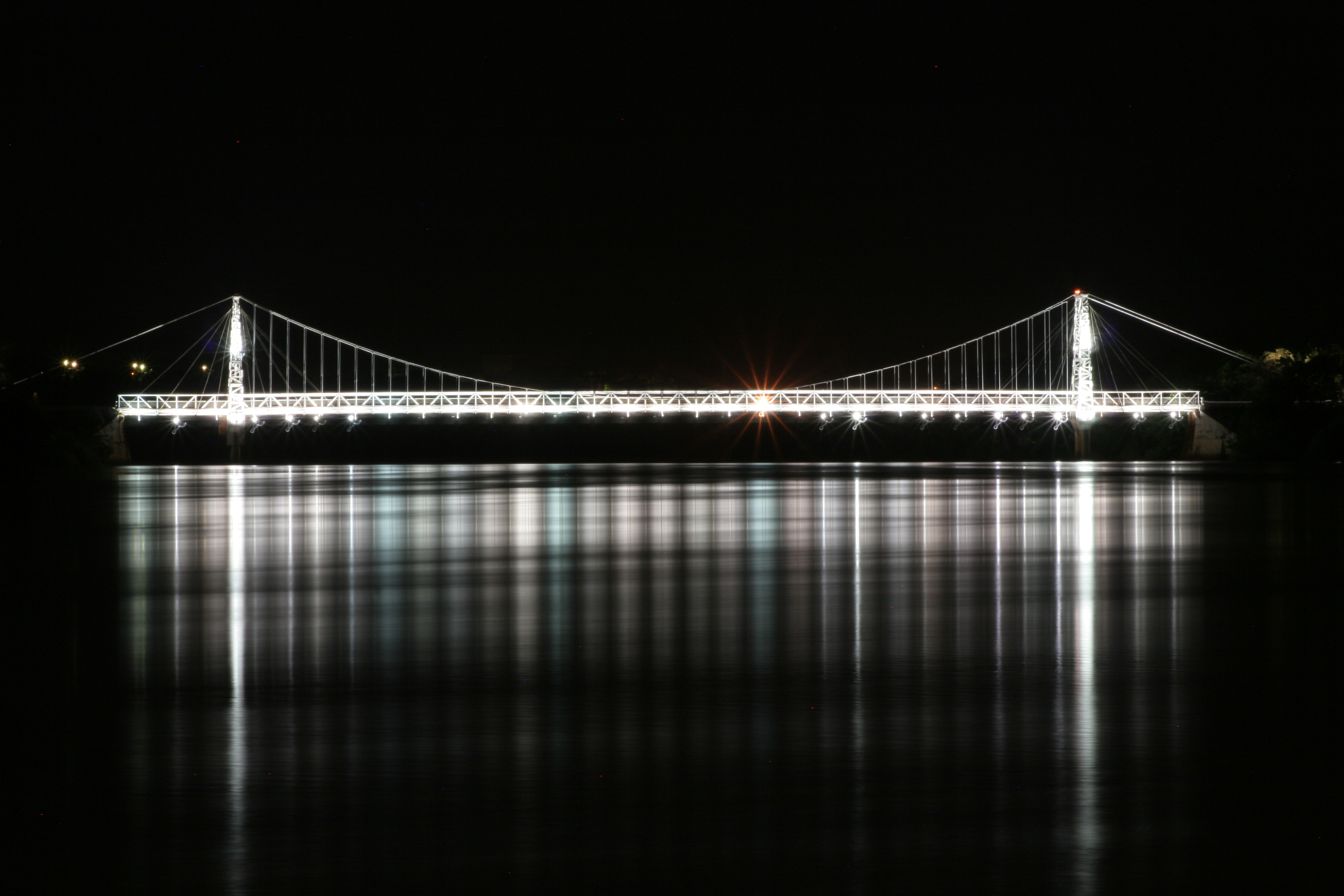
Le pont Affonso Penna de nuit.
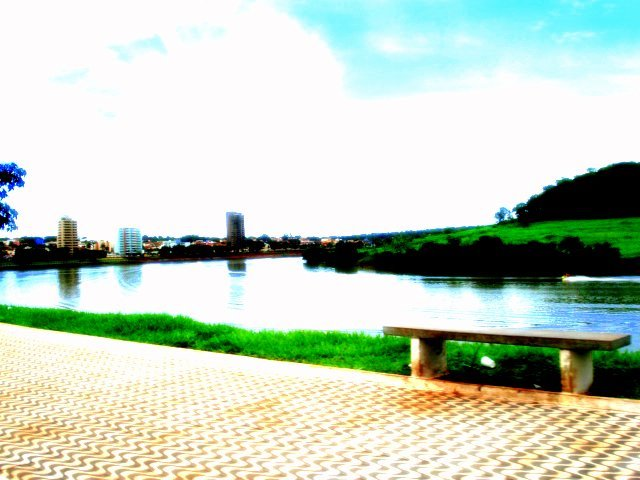
Beira Rio.
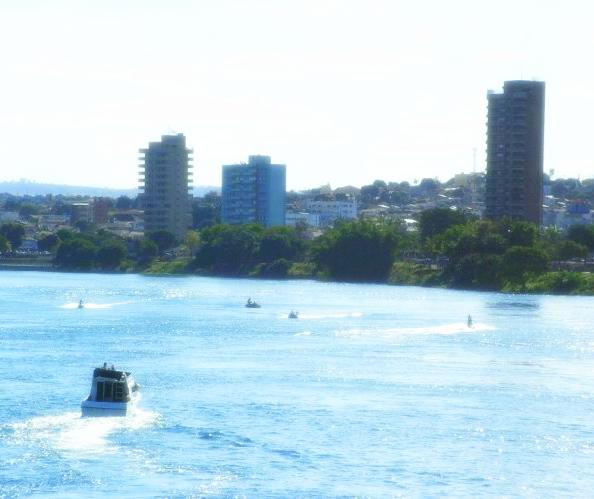
Vue de la ville et du Rio Paranaíba.
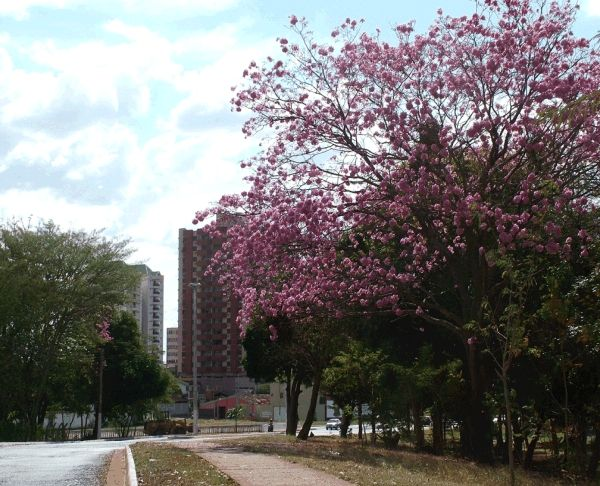
Quartier d'Itumbiara.
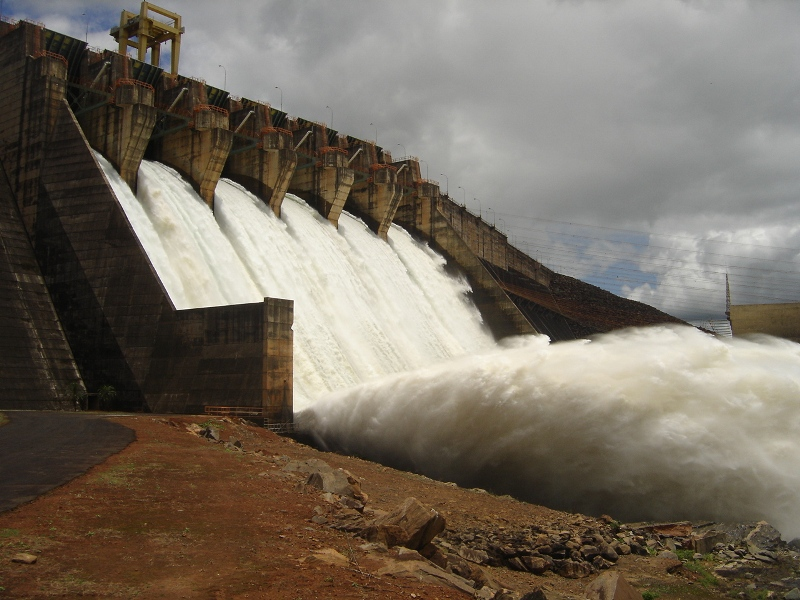
Barrage d'Itumbiara.